# كنيسة سيدة ليجين
بازيليكا سيدة ليجين (بالإنجليزية: Basilica of Our Lady of Licheń)‏ هي كنيسة للرومان الكاثوليك تقع في قرية ليجين ستاري بالقرب من مدينة كونين في بولندا. وقد صُمِّمَت مِن قِبل باربرا بيليسكا وبُنيت بين عامي (1994 - 2004). وقد تم تمويل البِناء من تبرعات الحجاج.
مع برج طوله 141.5 متراً، وهي واحدة من أطول وأكبر الكنائس في العالم.

## التاريخ
تاريخ تأسيس الكنيسة يعود إلى 1813، عندما كان الجندي البولندي توماس كلوسوسكي يُقاتل تحت حُكم نابليون قُرب لايبزيغ وأصيبَ بجُروح خطيرة. ووفقاً للأسطورة كان يتوسل بعدم الموت في أرض أجنبية، وعندما توفي ظهرت له سيدة ليجين وهي يرتدي التاج الذهبي، وثوب أحمر غامق، مع عباءة ذهبية، وعقد النسر الأبيض في يدها اليمنى. وأراحت الجندي ووعدته أنه سوف يتعافى ويعود إلى بولندا. وأوعز بأن تكون هذه الصورة أمام الناس ليتذكروا هذه النِعمة.

## المواصفات
صحن الكنيسة بطول 120 متر، وعرض 77 متر. وبقُبة مركزية إرتفاعُها 98 متر، وبرج بإرتفاع 141.5 متر. وتعتبر واحدة من أكبر الكنائس في العالم، وأكبر كنيسة في بولندا.
وقام البابا يوحنا بولس الثاني بمُباركة البازيليكا سنة 1999.